# Cosmophony
Cosmophony est un jeu vidéo de type rail shooter musical développé par le studio de développement français Bento Studio et édité par Moving Player, sorti en 2014 et en 2015 en Europe et en Amérique du Nord, sur consoles de salon (PlayStation 3, PlayStation 4 et Wii U), console portable (PlayStation Vita) et ordinateur (Windows, Mac OS et Linux).

## Trame
Le joueur incarne le cœur d’une déesse déchue aux confins d’un univers en déclin afin d'y accomplir sa destinée.

## Système de jeu
Cosmophony est défini comme un rail shooter musical mêlant des éléments de rythme et qui teste la réactivité du joueur. Celui-ci incarne un "cœur" qui s'apparente à un vaisseau. Le but du joueur est d'amener ce cœur au bout de six niveaux (dont le tutoriel). Pour ce faire, il doit éviter des obstacles (représentés par des cubes) qui se dressent face à lui, en se déplaçant de gauche à droite sur sept plans et en tirant sur des ennemis (représentés par des triangles).
Deux modes de jeu sont disponibles. Un mode Practice qui permet de s'entraîner sur un niveau, lui-même découpé en checkpoints (sauvegardes rapides). Un mode Normal sans point de sauvegarde.

## Développement

### Évolution du projet
Cosmophony est développé par le studio indépendant français Bento Studio qui annonce la sortie du jeu vidéo sur tablettes et smartphones en 2012.
Par la suite, le studio réalise un partenariat avec Moving Player – un autre studio français – afin d’accomplir un portage du jeu sur la Wii U de Nintendo. De ce fait, il sort le 30 octobre 2014 sur la boutique en ligne de la Wii U en Europe et en Amérique du Nord.
Puis, Cosmophony est disponible sur PlayStation 3, le 17 décembre 2014, sous format dématérialisé en l'achetant depuis le PlayStation Network. Enfin, le 6 mai 2015, il est possible d’acquérir le jeu vidéo sur PlayStation Vita et PlayStation 4 toujours sous format dématérialisé.
Le 9 juillet 2015, le studio Frogames adapte le jeu sur la boutique de contenu en ligne Steam.

### Bande originale
La musique du jeu vidéo est assurée par le dj Salaryman. Les six morceaux de musique ont été spécialement composé pour le jeu vidéo, dans un genre drum and bass. À chaque niveau est associé une musique laquelle est très importante car son rythme et ses notes permettent de guider le joueur dans ses mouvements.

## Accueil
- Destructoid : 6/10[2]
- TouchArcade : 3/5[6]